# Palmarès du Botafogo de Futebol e Regatas
 (septembre 2018).
Cette page présente le palmarès complet du club omnisports brésilien du Botafogo de Futebol e Regatas.

## Palmarès

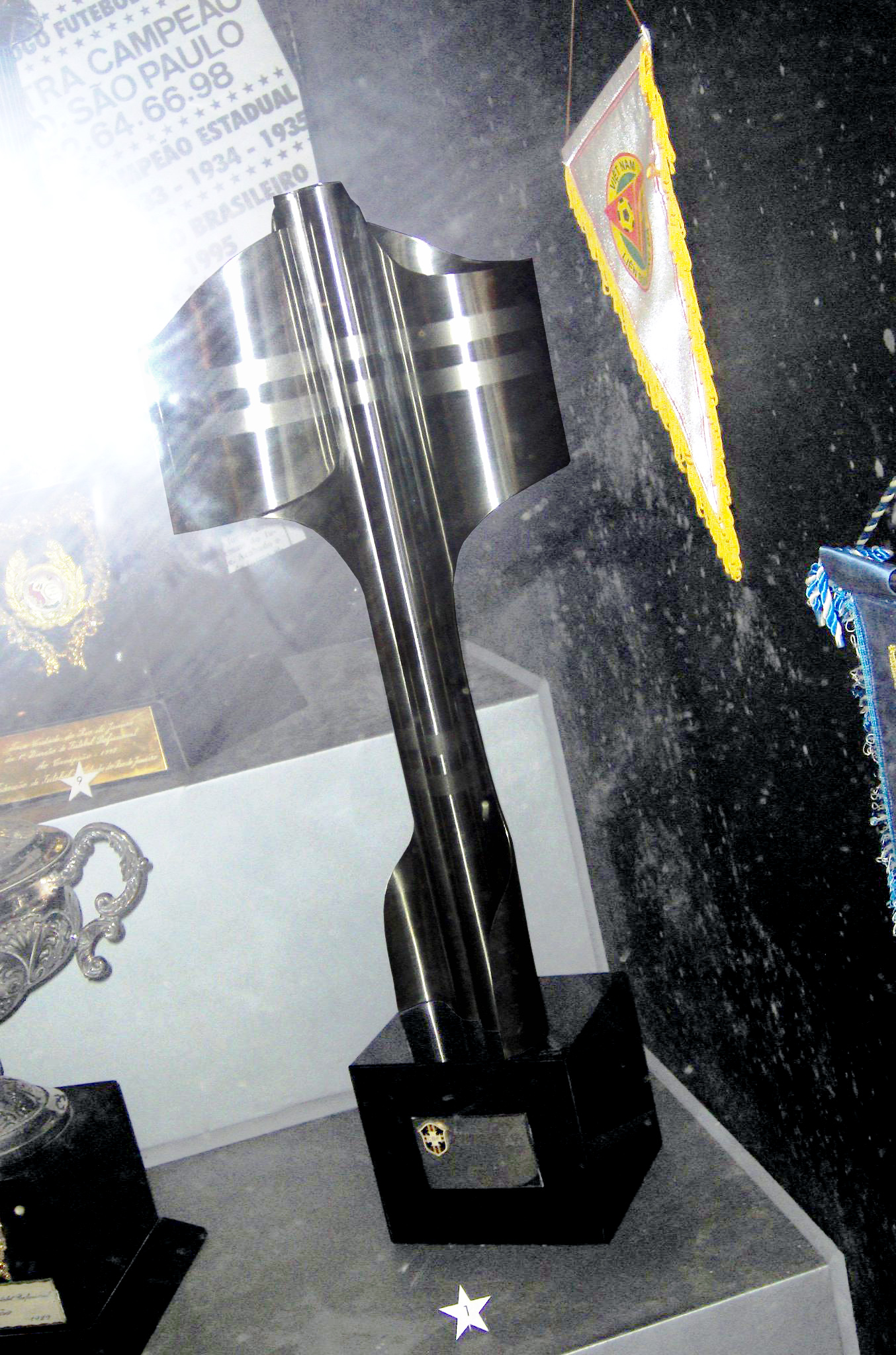
Trophée du championnat du Brésil 1995.

### Titres continentaux
- 1 Copa Conmebol (équivalent de l'actuelle Copa Sudamericana) :
  - Vainqueur en 1993

- Recopa Sudamericana
  - Finaliste en 1994

### Titres nationaux
- 2 Championnats du Brésil :
  - Champion en 1968[Note 1] et 1995
  - Vice-champion en 1962[Note 2], 1972 et 1992

- Coupe du Brésil :
  - Finaliste en 1999.

### Titres régionaux
- 4 Tournois Rio-São Paulo :
  - Champion en 1962, 1964¹, 1966² et 1998
  - Vice-champion en 2001

- 1 Coupe des champions des États Rio-São Paulo : 
  - Vainqueur en 1931

(1) partagé avec Santos;

(2) partagé avec Santos, Corinthians et Vasco.

### Titres locaux

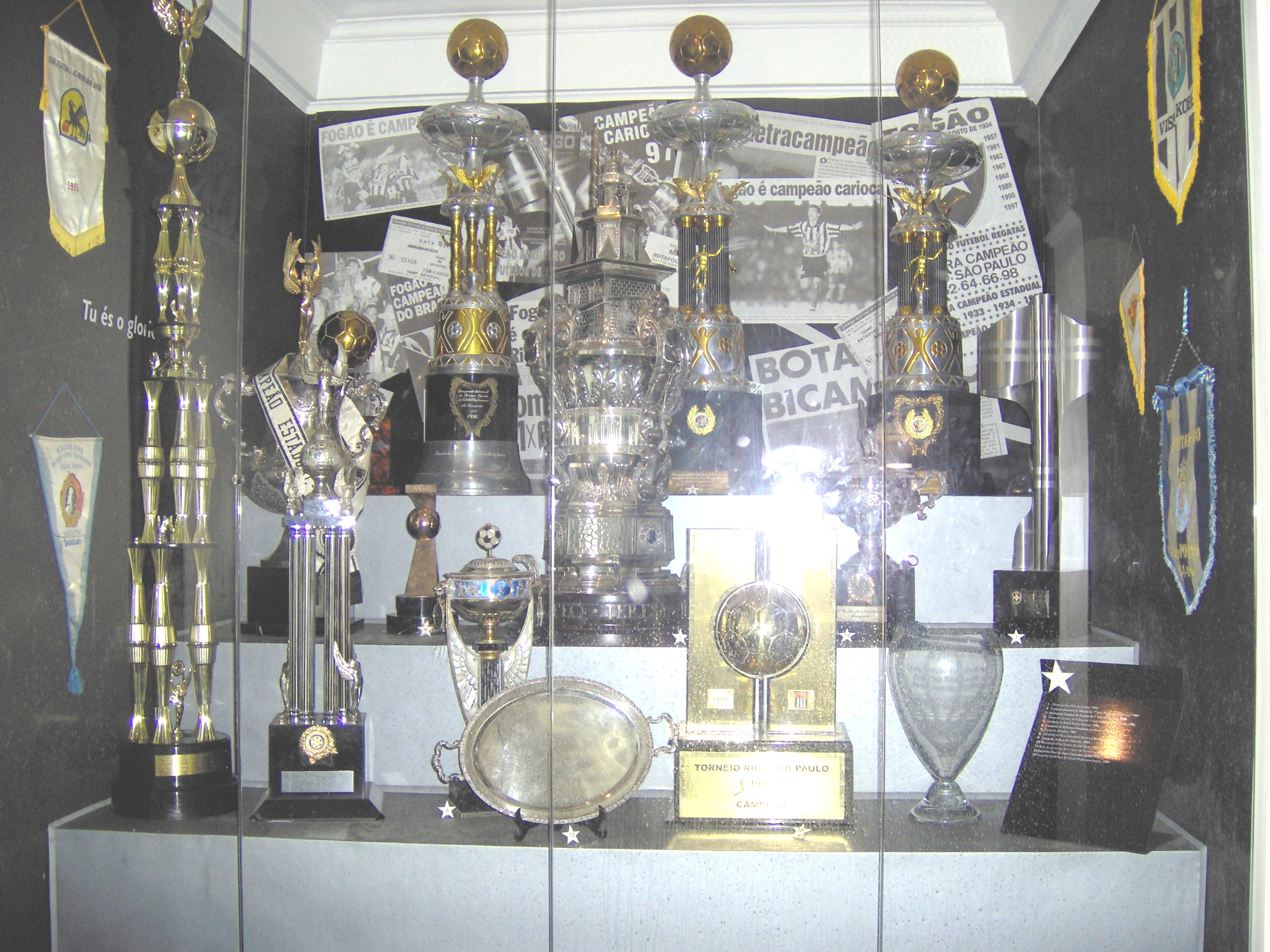
Vitrine principale de la salle des trophées du club.

- 19 Championnats de l'État de Rio de Janeiro : 
  - Champion en 1907¹, 1910, 1912, 1930, 1932/1933/1934/1935, 1948, 1957, 1961/1962, 1967/1968, 1989*/1990, 1997, 2006 et 2010**
  - Vice-champion en 1908, 1909, 1914, 1916, 1918, 1942, 1945, 1946, 1947, 1959, 1969, 1971 et 1975.

- 6 Coupes Guanabara :
  - Champion en 1967/1968*, 1997*, 2006, 2009 et 2010

- 5 Coupes Rio :
  - Champion 1989*, 1997*, 2007, 2008 et 2010

- 2 Tournois municipaux
  - Vainqueur en 1951 et 1996²

- 1 Tournoi João Teixeira de Carvalho
  - Vainqueur en 1958³

- 1 Coupe Augusto Pereira da Mota⁴
  - Vainqueur en 1975

- 1 Coupe José Vander Rodrigues Mendes⁴
  - Vainqueur en 1976

- 7 Tournois initiaux
  - Vainqueur en 1938, 1947, 1961/1962/1963, 1967 et 1977

* invaincu

** proclamé vainqueur sans avoir à disputer la finale en tant que vainqueur à la fois de la Coupe Guanabara et de la coupe Rio

(1) partagé avec Fluminense;

(2) en 1996, la coupe Cidade Maravilhosa fut organisée comme un équivalent au tournoi municipal.

(3) le Tournoi João Teixeira de Carvalho  ne fut jamais terminé mais le Botafogo fut déclaré vainqueur.

(4) la Coupe Augusto Pereira da Mota et la Coupe José Vander Rodrigues Mendes étaient équivalents au second tour du championnat de Rio.

### Tournois amicaux internationaux
- Tournoi international de Colombie de 1960* ;
- Tournoi à cinq du Mexique de 1962 ;
- Tournoi de Paris en 1963* ;
- Tournoi du jubilé d'or de l'association de football de la Paz de 1964* ;
- Tournoi à quatre du Surinam de 1964* ;
- Tournoi ibero-américain (Buenos Aires) de 1964¹ ;
- Coupe Carranza de Buenos Aires de 1966* ;
- Coupe du cercle des journaux sportifs de 1966 ;
- 3 Tournois de Caracas en 1967*, 1968* ² et 1970* ;
- Tournoi à six du Mexique de 1968* ;
- Tournoi de Genève de 1984* ;
- Tournoi de Berne (Philips Cup) de 1985* ;
- Tournoi à cinq du Costa Rica de 1986* ;
- Coupe de la ville de Palma de Majorque de 1988* ;
- Tournoi de l'amitié de Vera Cruz de 1990* ;
- Tournoi international à trois Eduardo Paes (Rio de Janeiro) de 1994* ;
- Trophée Teresa-Herrera en 1996* ;
- Coupe Nippon Ham de 1996* ;
- Tournoi du président du FK Alania Vladikavkaz de 1996* ;
- Coupe Peregrino de 2008³*.

* invaincu.

(1) partagé avec River Plate et Boca Juniors.

(2) en 1968, le Botafogo joua contre la sélection argentine et le Benfica, mais les deux autres ne disputèrent pas le 3e match entre elles. Le Botafogo fut déclaré champion grâce à ses deux victoires.

(3) à cause du début du championnat carioca, le Botafogo ne disputa pas la dernière journée du tournoi, remplacé par le Boavista.